# Wildlife : Une saison ardente
Pour les articles homonymes, voir Wild Life.
Pour plus de détails, voir Fiche technique et Distribution.
Wildlife : Une saison ardente (Wildlife) est un film dramatique américain coécrit, coproduit et réalisé par Paul Dano, sorti en 2018. Il s'agit de l’adaptation du roman Une saison ardente (Wildlife) de Richard Ford et du premier long métrage du réalisateur.

## Synopsis
Dans les années 1960, Joe, un garçon solitaire et renfermé, est témoin de l'éclatement du mariage de ses parents, après un déménagement dans le Montana. Alors que son père se retrouve au chômage et laisse sa famille pour aller combattre les grands feux de forêt, sa mère Jeanette, 34 ans, tombe sous le charme d'un autre homme, un homme d'affaires quinquagénaire…

## Fiche technique
Sauf indication contraire, les informations mentionnées dans cette section peuvent être confirmées par la base de données cinématographiques IMDb,  présente dans la section « Liens externes ».
- Titre original : Wildlife
- Titre français : Wildlife - Une saison ardente
- Réalisation : Paul Dano
- Scénario : Paul Dano et Zoe Kazan, d'après le roman Une saison ardente (Wildlife) de Richard Ford
- Décors : Melisa Jusufi
- Costumes : Amanda Ford
- Photographie : Diego Garcia
- Montage : Louise Ford et Matthew Hannam
- Musique : David Lang
- Production : Oren Moverman, Jake Gyllenhaal, Riva Marker, Ann Ruark, Alex Saks, Andrew Duncan et Paul Dano
- Sociétés de production : Junes Pictures et Nine Stories Productions
- Société de distribution : GEM Entertainment
- Pays d'origine :  États-Unis
- Langue originale : anglais
- Format : couleur
- Genre : drame
- Durée : 104 minutes
- Dates de sortie  :
  - États-Unis : 20 janvier 2018 (Festival du film de Sundance) ; 19 octobre 2018 (sortie nationale)
  - France : 19 décembre 2018

## Distribution

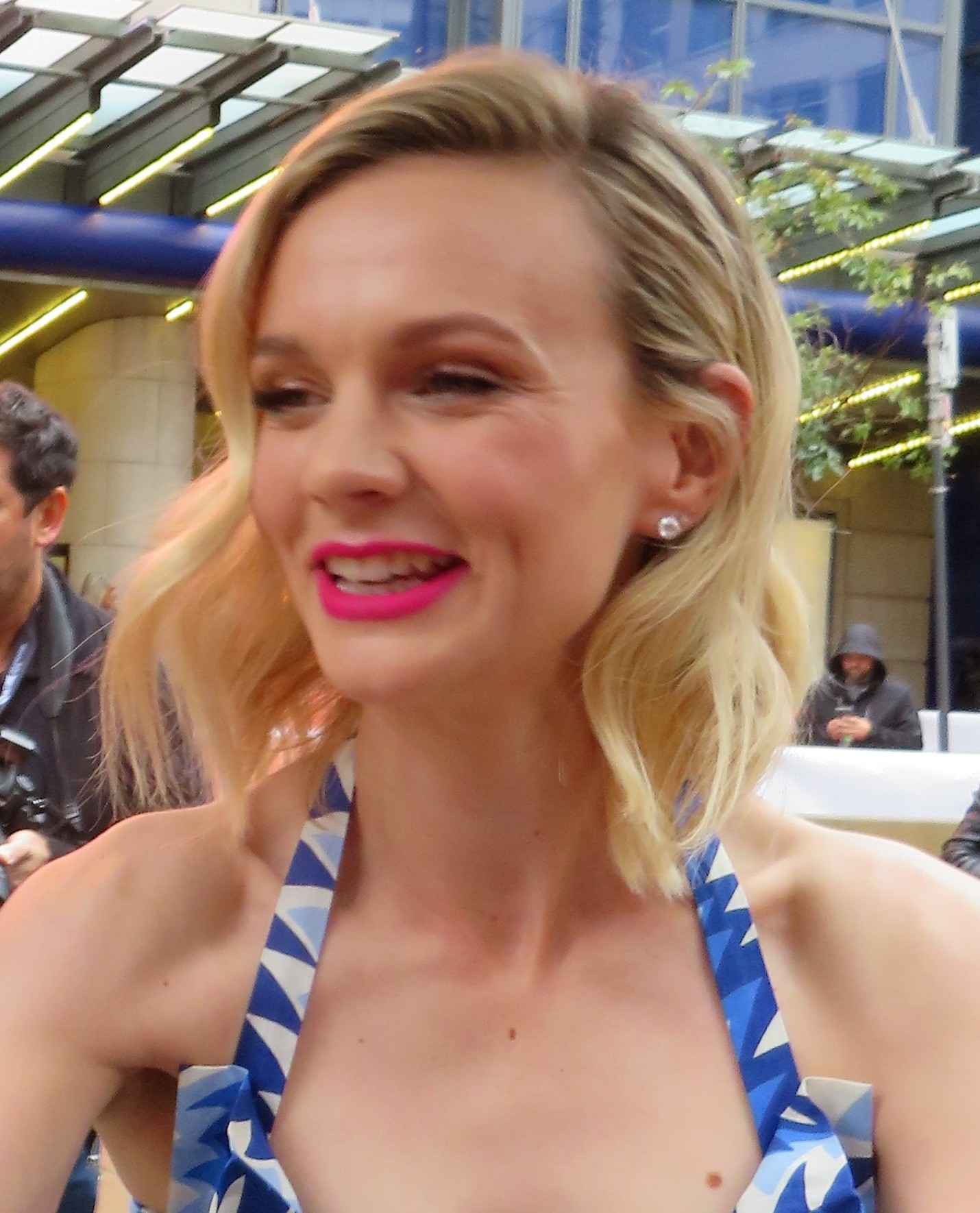
L'actrice principale Carey Mulligan à la première du film au TIFF 2018.

- Carey Mulligan (VF : Elisabeth Ventura) : Jeanette Brinson
- Jake Gyllenhaal (VF : Rémi Bichet) : Jerry Brinson
- Ed Oxenbould : Joe Brinson
- Bill Camp (VF : Paul Borne) : Warren Miller
- Mollie Milligan : Esther
- Zoe Margaret Colletti : Ruth-Ann

## Accueil

### Festival et sorties
Ce film est sélectionné et présenté le 20 janvier 2018 au Festival du film de Sundance aux États-Unis, avant d'être distribué le 19 octobre 2018 dans tous les États du pays. 

En France, il est sorti le 19 décembre 2018.

### Accueil critique
En France, le site Allociné recense une moyenne des critiques presse de 3,9/5, et des critiques spectateurs à 3,6/5.

## Distinctions

### Récompense
- Festival du film de Turin 2018 : Prix du meilleur film[2].

### Sélection
- Festival du film de Sundance 2018 : sélection en compétition US Dramatic.